# Катастрофа DC-10 в Лос-Анджелесе
Катастрофа DC-10 в Лос-Анджелесе — авиационная катастрофа, произошедшая в среду 1 марта 1978 года. Авиалайнер McDonnell Douglas DC-10-10 авиакомпании Continental Airlines выполнял внутренний рейс CO-603 по маршруту Лос-Анджелес—Гонолулу, но в момент разбега по ВПП аэропорта Лос-Анджелеса у него взорвались две шины шасси, из-за которых левая стойка шасси разрушилась и лайнер выкатился в сторону от ВПП, после чего частично разрушился и сгорел. Из находившихся на его борту 200 человек (186 пассажиров и 14 членов экипажа) погибли 4.

## Самолёт
McDonnell Douglas DC-10-10 (регистрационный номер N68045, заводской 46904, серийный 044) был выпущен в 1972 году (первый полёт совершил 20 мая). 23 июня того же года был передан авиакомпании Continental Airlines. Оснащён тремя турбовентиляторными двигателями General Electric CF6-6D. На день катастрофы совершил 21 358 часов.

## Экипаж
Состав экипажа рейса CO-603 был таким:
- Командир воздушного судна (КВС) — 59-летний Чарльз Е. Херши (англ. Charles E. Hershe). Пилот-ветеран, проработал в авиакомпании Continental Airlines 32 года (с 11 февраля 1946 года). Управлял самолётами Douglas DC-3, Convair CV-340 и -440, Vickers Viscount-700 и -800, Boeing 707 и Boeing 720. Налетал свыше 29 000 часов, 2911 из них на McDonnell Douglas DC-10.
- Второй пилот — 40-летний Майкл Дж. Прован (англ. Michael J. Provan). Очень опытный пилот, проработал в авиакомпании Continental Airlines 11 лет и 9 месяцев (с 23 мая 1966 года). Управлял самолётами Lockheed 382 и Boeing 727. Налетал свыше 10 000 часов, 1149 из них на McDonnell Douglas DC-10.
- Бортинженер — 39-летний Джон К. Олсен (англ. John K. Olsen). Проработал в авиакомпании Continental Airlines 9 лет и 8 месяцев (с 1 июля 1968 года). Налетал свыше 13 000 часов, 1520 из них на McDonnell Douglas DC-10.

В салоне самолёта работали 10 бортпроводников:
- Джуди Блэр (англ. Judy Blair),
- Луиза Буханан (англ. Louise Buchanan),
- Мэри Дахс (англ. Mary Dahse),
- Джанна Харкридер (англ. Janna Harkrider),
- Норма Хип (англ. Norma Heape),
- Бетт Литц (англ. Bett Lietz),
- Кэрол Мейсон (англ. Carole Mason),
- Марсия Вагнер (англ. Marcia Wagner),
- Джон Вудман (англ. John Woodman),
- Лори Янг (англ. Lori Yang).

Также в составе экипажа был флайт-менеджер Дж. Фред Винклер (англ. J. Fred Winkler).

## Расследование
Расследование причин катастрофы рейса CO-603 проводил Национальный совет по безопасности на транспорте (NTSB).
Окончательный отчёт расследования был опубликован 25 января 1979 года.